# BCh EPg
De EPg is een vierdelig elektrisch treinstel van het Stadler type FLIRT met lagevloerdeel voor het regionaal personenvervoer van de Wit-Russische spoorwegmaatschappij Belaroeskaja Tsjyhoenka (BCh) Беларуская Чыгунка.

## Geschiedenis
Het treinstel werd op 19 maart 2010 besteld voor het regionaal personenvervoer van spoorlijnen in Wit-Rusland. Het treinstel werd ontwikkeld en gebouwd door Stadler Rail te Bussnang (Zwitserland). Het acroniem FLIRT staat voor Flinker Leichter Innovativer Regional-Triebzug.
In maart 2011 was in Minsk de Roll-in van de eerste twee treinen. Vier treinen zijn bestemd voor het langeafstandspersonenvervoer en zes treinen zijn bestemd voor het regionaal personenvervoer.

## Constructie en techniek
Het treinstel is opgebouwd uit een aluminium frame. Het treinstel is uitgerust met luchtvering. Er kunnen tot drie eenheden gekoppeld worden.